# Віллі Міллер
Віллі Міллер (англ. Willie Miller, нар. 2 травня 1955, Глазго) — шотландський футболіст, захисник. По завершенні ігрової кар'єри — футбольний тренер.
Як гравець насамперед відомий виступами за клуб «Абердин», а також національну збірну Шотландії.
Триразовий чемпіон Шотландії. Чотириразовий володар Кубка Шотландії. Триразовий володар Кубка шотландської ліги. Володар Кубка Кубків УЄФА. Володар Суперкубка УЄФА.

## Клубна кар'єра
У дорослому футболі дебютував 1975 року виступами за команду клубу «Абердин», кольори якої і захищав протягом усієї своєї кар'єри гравця, що тривала цілих п'ятнадцять років.  Більшість часу, проведеного у складі «Абердина», був основним гравцем захисту команди. За цей час тричі виборював титул чемпіона Шотландії, ставав володарем Кубка Кубків УЄФА, володарем Суперкубка УЄФА.

## Виступи за збірну
У 1980 році дебютував в офіційних матчах у складі національної збірної Шотландії. Протягом кар'єри у національній команді, яка тривала 14 років, провів у формі головної команди країни 65 матчів, забивши 1 гол.
У складі збірної був учасником чемпіонату світу 1982 року в Іспанії, чемпіонату світу 1986 року у Мексиці.

## Кар'єра тренера
Розпочав тренерську кар'єру невдовзі після завершення кар'єри гравця, 1992 року, очоливши тренерський штаб клубу «Абердин». Тренував команду до 1995 року. Наразі досвід тренерської роботи обмежується цим клубом.

## Титули і досягнення

### Командні
- Чемпіон Шотландії (3):

«Абердин»: 1979-80, 1983-84, 1984-85
- Володар Кубка Шотландії (4):

«Абердин»: 1981-82, 1982-83, 1983-84, 1985-86
- Володар Кубка шотландської ліги (3):

«Абердин»: 1976-77, 1985-86, 1989-90
- Володар Кубка володарів кубків (1):

«Абердин»: 1982-83
- Володар Суперкубка Європи (1):

«Абердин»: 1983

### Особисті
- Гравець року за версією Шотландської асоціації футбольних журналістів: 1984